# Julian Willems
Julian Willems (Wijchen, 29 juni 1992) is een Nederlands voetballer die als middenvelder voor FC Den Bosch speelde.

## Carrière
Julian Willems speelde in de jeugd van SC Woezik en FC Den Bosch. In het seizoen 2010/11 zat hij één wedstrijd op de bank voor FC Den Bosch, maar kwam niet in actie. Hij debuteerde het seizoen erna, op 9 september 2011. Dit was in de met 2-2 gelijkgespeelde uitwedstrijd tegen Fortuna Sittard. Willems kwam in de 83e minuut in het veld voor Joey Brock. Op 20 september stond hij in de basis in de met 1-2 gewonnen bekerwedstrijd tegen WKE. Hij werd na de rust vervangen door Gevaro Nepomuceno. Door twee kruisbandblessures kwam hij niet meer in actie voor FC Den Bosch, en vertrok hij in 2014 naar SC Woezik.

### Statistieken
| Seizoen                     | Club           | Land           | Competitie     | Competitie | Competitie | Beker | Beker | Totaal | Totaal |
| Seizoen                     | Club           | Land           | Competitie     | Wed.       | Dlp.       | Wed.  | Dlp.  | Wed.   | Dlp.   |
| --------------------------- | -------------- | -------------- | -------------- | ---------- | ---------- | ----- | ----- | ------ | ------ |
| 2010/11                     | FC Den Bosch   | Nederland      | Eerste divisie | 0          | 0          | 0     | 0     | 0      | 0      |
| 2011/12                     | FC Den Bosch   | Nederland      | Eerste divisie | 1          | 0          | 1     | 0     | 2      | 0      |
| 2012/13                     | FC Den Bosch   | Nederland      | Eerste divisie | 0          | 0          | 0     | 0     | 0      | 0      |
| Carrièretotaal              | Carrièretotaal | Carrièretotaal | Carrièretotaal | 1          | 0          | 1     | 0     | 2      | 0      |
| Bijgewerkt op 20 maart 2018 |                |                |                |            |            |       |       |        |        |